# Џастис (Илиноис)
Џастис (енгл. Justice) град је у америчкој савезној држави Илиноис.

## Демографија
По попису из 2010. године број становника је 12.926, што је 733 (6,0%) становника више него 2000. године.
| Група             | 2000.         | 2010.         |
| Белци             | 8.127 (66,7%) | 8.038 (62,2%) |
| Афроамериканци    | 2.456 (20,1%) | 2.926 (22,6%) |
| Азијати           | 213 (1,7%)    | 230 (1,8%)    |
| Хиспаноамериканци | 928 (7,6%)    | 1.595 (12,3%) |
| Укупно            | 12.193        | 12.926        |